# Dawydkiwci
Dawydkiwci (ukr. Давидківці, hist. pol. Dawidowce) – wieś na Ukrainie, w obwodzie chmielnickim, w rejonie chmielnickim, w hromadzie Chmielnicki. W 2001 liczyła 1938 mieszkańców, spośród których 1878 wskazało jako ojczysty język ukraiński, 45 rosyjski, 1 mołdawski, 4 białoruski, 6 ormiański, a 4 inny.